# One of the Boys
One of the Boys (englisch für „Einer der Jungs“) ist das zweite Studioalbum der US-amerikanischen Sängerin Katy Perry, das im Juni 2008 erschien.

## Entstehung und Veröffentlichung
Die Erstveröffentlichung von One of the Boys erfolgte am 17. Juni 2008 bei Capitol Records. Das Album erschien in seiner Originalausführung als CD und Download mit zwölf Titeln (Katalognummer: 509995 04249 2 4). Am gleiche Tag erschien eine Deluxeausfühung mit je einem Remix sowie dem Musikvideo zu I Kissed a Girl als Bonusinhalte (Katalognummer: 2291392). In Deutschland erschien eine Deluxeversion, die zusätzlich um den Titel A Cup of Coffee erweitert wurde (Katalognummer: 509992 29139 2 0). Am 13. Februar 2009 erschien erstmals eine LP-Ausführung (Katalognummer: 5042491). Perry sagte in einem Interview, sie habe an dem Album gearbeitet, seit sie 18 Jahre alt war. Während der Entstehung des Albums sei sie von zwei Plattenfirmen gefeuert worden und habe in dieser Zeit rund siebzig Lieder geschrieben.
Geschrieben und produziert wurden die Lieder von verschiedenen, wechselnden Autoren und Musikproduzenten, darunter namhafte Größen wie Dr. Luke, Max Martin oder auch Dave Stewart. Perry selbst war beim Schreibprozess aller Lieder beteiligt.

## Inhalt und Stil
Während sie über die Lieder auf dem Album redete, sagte sie, dass sie die EP Ur So Gay als eine Art Einleitung des Albums veröffentlicht habe:
„Das Album wird eine Menge der gleichen Eigenschaften wie Ur So Gay aufweisen. Es wird viele Lieder geben, die eine Geschichte erzählen, denn der Text eines Liedes ist sehr wichtig für mich. Es gibt ein paar Lieder, die dich zum Weinen bringen werden, aber es gibt andere, die dich zum Tanzen und Singen anregen werden. Jeder Song ist aus einem bestimmten Grund auf dem Album.“
Obwohl der musikalische Stil und die Art der Komposition stark an den Stil von Avril Lavigne und Lily Allen erinnert, wurde Perry von Künstlern und Bands wie Queen (insbesondere Freddie Mercury), The Beach Boys, Heart, Joni Mitchell, Paul Simon, Cyndi Lauper und Alanis Morissette beeinflusst.
Das Lied Ur So Gay schrieb sie als eine Art Werkzeug der Rache gegen ihren Ex-Freund. Ihre zweite Single I Kissed a Girl wurde auch zu einem kontroversen Thema, da viele eine lesbische Homosexualität thematisiert sahen. Der Song wurde von der Schauspielerin Scarlett Johansson inspiriert. In der Single Hot n Cold erläutert Perry die Unentschlossenheit eines festen Freundes und die Höhen und Tiefen einer Beziehung. Andere Songs, wie die Balladen I'm Still Breathing und Thinking of You, berichten über Beziehungen, die nicht funktioniert haben. Gemäß der Sängerin ist Lost das persönlichste Lied auf dem Album, da es einen biographischen Bezug hat. Waking Up in Vegas beschäftigt sich mit exzentrischen und verrückten Fahrten mit Freunden nach Las Vegas. Genau wie Ur So Gay und Hot n Cold verspotten die Songs Mannequin und If You Can Afford Me kritische Beziehungen zu Ex-Freunden.

## Titelliste
| Nummer | Titel                | Autor(en)                                             | Produzent(en)             | Länge |
| ------ | -------------------- | ----------------------------------------------------- | ------------------------- | ----- |
| 1.     | One of the Boys      | Katy Perry                                            | Butch Walker              | 4:09  |
| 2.     | I Kissed a Girl      | Katy Perry, Lukasz Gottwald, Max Martin, Cathy Dennis | Dr. Luke                  | 3:01  |
| 3.     | Waking Up in Vegas   | Katy Perry, Desmond Child, Andreas Carlsson           | Greg Wells, Katy Perry    | 3:24  |
| 4.     | Thinking of You      | Katy Perry                                            | Butch Walker              | 4:09  |
| 5.     | Mannequin            | Katy Perry                                            | Greg Wells                | 3:19  |
| 6.     | Ur So Gay            | Katy Perry, Greg Wells                                | Greg Wells                | 3:39  |
| 7.     | Hot n Cold           | Katy Perry, Gottwald, Martin                          | Dr. Luke                  | 3:42  |
| 8.     | If You Can Afford Me | Katy Perry, Dave Katz, Sam Hollande                   | S*A*M & SLUGGO            | 3:21  |
| 9.     | Lost                 | Katy Perry, Ted Bruner                                | Ted Bruner                | 4:18  |
| 10.    | Self Inflicted       | Katy Perry, Scott Cutler, Anne Preven                 | Scott Cutler, Anne Preven | 3:27  |
| 11.    | I’m Still Breathing  | Katy Perry, David A. Stewart, Matthew Thiessen        | Dave Stewart              | 3:48  |
| 12.    | Fingerprints         | Katy Perry, Wells                                     | Greg Wells                | 3:44  |

## Rezensionen
Das Album erhielt positive Kritiken vom Billboard-Magazin, das behauptete, seit dem Album Jagged Little Pill von Alanis Morissette nicht ein Debüt-Album mit so vielen potentiellen Hits verpackt gewesen sei. Die NME schrieb, dass „Madonna und Perez Hilton vielleicht Fans sein werden, aber wenn du daran interessiert bist, eine Platte zu genießen, kaufe diese nicht“.

## Kommerzieller Erfolg

### Chartplatzierungen
One of the Boys avancierte zum Top-10-Erfolg in Dänemark (Rang 4), Österreich und Schweiz (je Rang 6), Deutschland und Norwegen (je Rang 7), den Vereinigten Staaten (Rang 9) und Frankreich (Rang 10).
| ChartsChartplatzierungen       | Höchstplatzierung | Wochen |
| ------------------------------ | ----------------- | ------ |
| Deutschland (GfK)              | 7 (47 Wo.)        | 47     |
| Österreich (Ö3)                | 6 (42 Wo.)        | 42     |
| Schweiz (IFPI)                 | 6 (44 Wo.)        | 44     |
| Vereinigte Staaten (Billboard) | 9 (92 Wo.)        | 92     |
| Vereinigtes Königreich (OCC)   | 11 (72 Wo.)       | 72     |

| ChartsJahrescharts (2008)      | Platzierung |
| ------------------------------ | ----------- |
| Deutschland (GfK)              | 86          |
| Österreich (Ö3)                | 63          |
| Schweiz (IFPI)                 | 77          |
| Vereinigte Staaten (Billboard) | 73          |
| Vereinigtes Königreich (OCC)   | 47          |

| ChartsJahrescharts (2009)      | Platzierung |
| ------------------------------ | ----------- |
| Deutschland (GfK)              | 46          |
| Österreich (Ö3)                | 26          |
| Schweiz (IFPI)                 | 32          |
| Vereinigte Staaten (Billboard) | 51          |
| Vereinigtes Königreich (OCC)   | 84          |

### Auszeichnungen für Musikverkäufe
Weltweit verkaufte sich das Album laut Schallplattenauszeichnungen über 4,9 Millionen Mal.
| Land/Region                  | Auszeichnungen für Musikverkäufe (Land/Region, Auszeichnung, Verkäufe) | Verkäufe    |
| ---------------------------- | ---------------------------------------------------------------------- | ----------- |
| Australien (ARIA)            | 3× Platin                                                              | 210.000     |
| Belgien (BRMA)               | Gold                                                                   | 15.000      |
| Chile (IFPI)                 | 3× Platin                                                              | 45.000      |
| Dänemark (IFPI)              | 2× Platin                                                              | 40.000      |
| Deutschland (BVMI)           | 3× Gold                                                                | 300.000     |
| Europa (IFPI)                | Platin                                                                 | (1.000.000) |
| Frankreich (SNEP)            | 2× Platin                                                              | 200.000     |
| Irland (IRMA)                | Platin                                                                 | 15.000      |
| Italien (FIMI)               | Gold                                                                   | 25.000      |
| Kanada (MC)                  | 5× Platin                                                              | 400.000     |
| Neuseeland (RMNZ)            | 2× Platin                                                              | 30.000      |
| Norwegen (IFPI)              | 2× Platin                                                              | 40.000      |
| Österreich (IFPI)            | Platin                                                                 | 20.000      |
| Schweden (IFPI)              | Gold                                                                   | 20.000      |
| Schweiz (IFPI)               | Platin                                                                 | 30.000      |
| Vereinigte Staaten (RIAA)    | 3× Platin                                                              | 3.000.000   |
| Vereinigtes Königreich (BPI) | 2× Platin                                                              | 718.000     |
| Insgesamt                    | 4× Gold · 29× Platin ·                                                 | 5.008.000   |

Hauptartikel: Katy Perry/Auszeichnungen für Musikverkäufe